# Мелісса Джейкобс
Мелессія Любке (англ. Melessia Luebke (10 травня 1981 , Мілвокі, Вісконсин ), відома як Мелісса Джейкобс (англ. Melissa Jacobs) — американська порноакторка і еротична модель.

## Біографія
Народилася 10 травня 1981 року в Мілвокі, штат Вісконсин. Хотіла стати канатоходицею. Здобула освіту у сфері бухгалтерського обліку і кілька років працювала за фахом, перш ніж потрапити до порноіндустрії.
Знялася для порножурналу Penthouse у 2005. Також знімалася для багатьох інших чоловічих журналів: Swank, Hustler, Las Vegas Strip та Girls of Penthouse.
У хардкорних порнофільмах почала зніматися в 2007 році. Брала участь тільки в сольних, лесбійських та БДСМ-сценах. Знімалася для таких порностудій, як Brazzers, Filly Films, Penthouse, Private, Reality Kings, Vivid, FM Concepts, 3rd Degree, Pure Play Media і Pulse Distribution. Крім основного псевдоніма, в титрах з'являлася також під іменами Melessia Hayden і Melissa Lewis.
Пішла з порноіндустрії в 2017 році, знявшись в 178 порнофільмах. 
На її аккаунт в Твіттері підписані понад 90 тисяч осіб.

## Відзнаки та нагороди
- Penthouse Pet в жовтні 2005 року.
- Dannigirl у квітні 2012 року.

## Вибрана фільмографія
- All Girls All the Time — 2010
- Condemned — 2010
- French Confessions — 2009
- Girl Games 2 — 2011
- Girlfriends 2 — 2010
- Girls Only — 2011
- Interns 2 — 2011
- Malibu Girlfriends — 2008
- Naughty Cheerleaders — 2009
- Eating Pussy Club 2 — 2010
- Queen of the Strap-On — 2011
- Red Panties — 2010
- Secret Diary of a Cam Girl — 2009
- Sex Angels — 2011
- This ain't The Bachelor XX — 2010
- Tori black's After School Special — 2011
- Young Hot and Lesbian — 2011